# Barretos Esporte Clube
Barretos Esporte Clube é uma agremiação esportiva brasileira da cidade de Barretos, interior do estado de São Paulo. Foi fundado em 28 de outubro de 1960 e suas cores são verde, vermelho, amarelo e branco.

## História
Na década de 1950, o futebol da cidade de Barretos contava com dois representantes no cenário estadual: o Barretos Futebol Clube e o Fortaleza Futebol Clube.[carece de fontes?] Porém, ambos foram rebaixados da segunda para a terceira divisão em 1959 e, no ano seguinte, mais precisamente no dia 15 de outubro de 1960, decidiram se unir e formar o Barretos Esporte Clube.[carece de fontes?] A primeira participação do novo clube em competições profissionais foi logo em 1961, no Campeonato Paulista da Primeira Divisão (atual Série A2).[carece de fontes?] O Barretos disputou o torneio por quase três décadas até 1987, quando foi rebaixado à Segunda Divisão.[carece de fontes?] Entretanto, nesse meio tempo, em quatro oportunidades o clube esteve perto de chegar à elite do futebol estadual: em 1965, 1968, 1969 e 1976, quando participou das finais, mas sem sucesso.[carece de fontes?]
No entanto, em 1988, o clube caiu para a Segunda Divisão, competição que disputou também nos anos de 1989 e 1990, quando conseguiu voltar à Série Intermediária (como era chamada a atual Série A2).[carece de fontes?] O clube permaneceu mais três temporadas nesta competição e depois passou por dois rebaixamentos.[carece de fontes?] Em 1993, caiu para a Série A3 e, em 1995, para a Série B1A. Entretanto, mais quatro anos se passaram e, em 2000, o Barretos conseguiu conquistar novamente o acesso à Série A3.[carece de fontes?]
Em 2004, o clube esteve próximo do acesso à Série A2 do Campeonato Paulista.[carece de fontes?] Precisava de uma vitória nas últimas duas rodadas do torneio da Série A3, mas não conseguiu superar Guaratinguetá e Sertãozinho e permaneceu na A3.[carece de fontes?] Entretanto, o pior aconteceu dois anos depois, em 2006, ao ser rebaixado à Segunda Divisão.[carece de fontes?] Em 2011, depois de ficar por cinco anos na quarta divisão do Campeonato Paulista, o BEC consegue o acesso para a série A3 depois de golear a Portuguesa Santista, por 4 a 1, pela quinta rodada da quarta fase.
Em 2023, o Barretos foi rebaixado na Série A3 do Campeonato Paulista e disputará a quarta divisão do estadual em 2024.

## Escudo e mascote
Quando foi fundado, o clube usava no escudo a cabeça de um touro, fazendo alusão à principal atividade econômica da cidade de Barretos e sua vocação pelos rodeios.[carece de fontes?] Entretanto, em 1999 adotou o brasão do município como símbolo e passou a ter o animal como mascote, conhecido como o Touro do Vale.[carece de fontes?]

## Rivais
Seus principais rivais são: Monte Azul, Olímpia e a Inter de Bebedouro.[carece de fontes?]

## Títulos

### Campanhas de destaque
- Vice-Campeonato Paulista Série B1: 1998.[carece de fontes?]
- 3º Lugar do Paulista 2ª Divisão: 2011 e 2014 e conquista de acesso à Série A3.[carece de fontes?]
- Vice-campeonato Campeonato Paulista de Futebol - Série A2: 1965

## Estatísticas

### Participações
|  | Participações em 2025 |

| Competição | Competição    | Temporadas | Melhor campanha         | Anos                                                         | A | R |
| ---------- | ------------- | ---------- | ----------------------- | ------------------------------------------------------------ | - | - |
| São Paulo  | Série A2      | 31         | Vice-campeão (1965)     | 1961-1986, 1991-1993 e 2016-2017                             | – | 2 |
| São Paulo  | Série A3      | 19         | 3º colocado (2019)      | 1988-1990, 1994-1995, 2002-2006, 2012-2013, 2015 e 2018-2023 | 2 | 4 |
| São Paulo  | Série A4      | 14         | Vice-campeão (1998)     | 1996-2001, 2007-2011, 2014 e 2024-2025                       | 3 | – |
| São Paulo  | Copa Paulista | 5          | Quartas de final (2002) | 2002-2004, 2012 e 2024                                       |   |   |